# Neue Zeitschrift für Gesellschaftsrecht
Die Neue Zeitschrift für Gesellschaftsrecht (NZG) ist eine juristische Fachzeitschrift, die seit 1994 im Verlag C.H. Beck erscheint; Lutz Michalski war einer der Gründer und der erste Schriftleiter der Neuen Zeitschrift für Gesellschaftsrecht (NZG). 
Mittlerweile erscheint diese mit drei Heften im Monat. Schwerpunktmäßig befasst sie sich mit dem Gesellschaftsrecht (Personengesellschaftsrecht, Kapitalgesellschaftsrecht und internationales Gesellschaftsrecht), dem Kapitalmarktrecht sowie den steuerrechtlichen Bezügen zum Gesellschaftsrecht. Im Gesellschaftsrecht ist sie eine der führenden deutschen Zeitschriften.
2024 betrug die Druckauflage der NZG 1.100 Exemplare. Sie ist in der Datenbank beck-online verfügbar. Schriftleiter sind Oscar Weller und Melanie Döge.